# Oberländer (äpple)
Oberländer är en äppelsort som troligen har sitt ursprung i Tyskland. Oberländer är ett vinteräpple och dess träd har bra motståndskraft mot kräfta. Typisk storlek bredd 70mm, höjd 58-60mm. Äpplets skal är mestadels av en intensiv röd färg. Äpplet plockas i oktobers början, och håller sig till mars. Köttet på detta äpple är vit, och äpplet har en särpräglad, fin, smak. Blomningen på detta äpple är sen, och äpplet pollineras av bland andra Cox Orange, Filippa, Golden Noble, Guldborg, James Grieve, Maglemer, Oranie och Transparente de Croncels. I Sverige odlas Oberländer gynnsammast i zon I-II. Äpplet gick förr under namnet Alnarps Rosmarin.
Sorten började säljas i Sverige år 1881 av Alnarps Trädgårdar